# The Wrong Side of Heaven and the Righteous Side of Hell, Volume 2
The Wrong Side of Heaven and the Righteous Side of Hell, Volume 2 — пятый студийный альбом американской грув-метал группы Five Finger Death Punch и второй (после Volume 1) альбом группы, выпущенный в 2013 году. Был выпущен на лейбле Prospect Park 19 ноября 2013 года. В октябре 2016 года альбом был сертифицирован RIAA как золотой, продав более 500 000 копий.

## Создание
15 февраля 2013 года группа заявила о своей работе над четвёртым альбомом. 15 мая того же года вышло видео, в котором музыканты анонсировали тур с новой песней «Here to Die».
1 мая группа уточнила, что в 2013 году выйдут два студийных альбома, из которых первый (The Wrong Side of Heaven and the Righteous Side of Hell, Volume 1) выйдет 30 июля, а второй (The Wrong Side of Heaven and the Righteous Side of Hell, Volume 2) выйдет позднее.

## Список композиций
Слова и музыка всех песен — Айвен Муди, Золтан Батори, Джексон Хук, Джереми Спенсер и Кевин Чурко, Кроме тех, где написано.
| №                   | Название                                            | Длительность |
| ------------------- | --------------------------------------------------- | ------------ |
| 1.                  | «Here to Die»                                       | 3:00         |
| 2.                  | «Weight Beneath My Sin»                             | 3:36         |
| 3.                  | «Wrecking Ball»                                     | 3:13         |
| 4.                  | «Battle Born»                                       | 3:43         |
| 5.                  | «Cradle to the Grave»                               | 3:18         |
| 6.                  | «Matter of Time»                                    | 3:16         |
| 7.                  | «The Agony of Regret» (инструментальная композиция) | 1:42         |
| 8.                  | «Cold»                                              | 3:47         |
| 9.                  | «Let This Go»                                       | 3:16         |
| 10.                 | «My Heart Lied»                                     | 3:35         |
| 11.                 | «A Day in My Life»                                  | 3:44         |
| 12.                 | «House of the Rising Sun» (кавер на народную песню) | 4:07         |
| Общая длительность: | Общая длительность:                                 | 40:17        |

| №   | Название                                                    | Длительность |
| --- | ----------------------------------------------------------- | ------------ |
| 13. | «Weight Beneath My Sin» (feat. Райан Кларк из Demon Hunter) | 3:39         |

| №   | Название                                                    | Длительность |
| --- | ----------------------------------------------------------- | ------------ |
| 13. | «Burn MF» (ремикс Mr. Kane и Nikka Bling) (feat. Роб Зомби) | 2:50         |

| №                   | Название                  | Длительность |
| ------------------- | ------------------------- | ------------ |
| 1.                  | «Intro»                   | 1:00         |
| 2.                  | «Under and Over It»       | 4:09         |
| 3.                  | «Burn It Down»            | 4:07         |
| 4.                  | «American Capitalist»     | 3:33         |
| 5.                  | «Hard to See»             | 3:45         |
| 6.                  | «Coming Down»             | 5:07         |
| 7.                  | «Bad Company»             | 4:57         |
| 8.                  | «White Knuckles»          | 10:00        |
| 9.                  | «Drum Solo»               | 4:16         |
| 10.                 | «Far From Home»           | 2:29         |
| 11.                 | «Never Enough»            | 3:42         |
| 12.                 | «War Is the Answer»       | 5:44         |
| 13.                 | «Remember Everything»     | 5:14         |
| 14.                 | «No One Gets Left Behind» | 3:49         |
| 15.                 | «The Bleeding»            | 7:16         |
| Общая длительность: | Общая длительность:       | 69:08        |

*В отличие от предыдущего альбома, на лайв-альбоме представлены видео, а не песни.

## Чарты и сертификации
| Чарт (2013)          | Высшая позиция |
| -------------------- | -------------- |
| Austria Albums Chart | 17             |
| Canadian Albums      | 6              |
| Billboard 200        | 2              |
| Digital Albums       | 2              |
| Independent Albums   | 1              |
| Tastemaker Albums    | 3              |
| Top Rock Albums      | 1              |
| Hard Rock Albums     | 1              |

| Чарт (2014)                    | Позиция |
| ------------------------------ | ------- |
| Billboard 200                  | 57      |
| Hard Rock Albums (Billboard)   | 1       |
| Independent Albums (Billboard) | 4       |
| Top Rock Albums (Billboard)    | 9       |

| США (RIAA)                                          | золотой | 500 000* |
| Канада (Music Canada)                               | золотой | 40 000*  |
| * данные о продажах основаны только на сертификации |         |          |

## Участники записи
Согласно сайту AllMusic.

| - Муди, Айвен – вокал - Золтан Батори – ритм-гитара - Джексон Хук – соло-гитара, бэк-вокал - Крис Кейл – бас-гитара, бэк-вокал - Спенсер, Джереми – ударные | - Кевин Чурко — продюсер, звукоинженер, микширование - Кейн Чурко — звукоинженер - Дэн Фабер — помощник звукоинженера - Иэн Джонс — помощник звукоинженера - Стив Карас — реклама | - Золтан Батори — арт-директор - Христо Шиндов — фотография - Грег Капулло — обложка - Тревор Ниманн — дизайн упаковки |